# Letitia (Schiff, 1912)
Die Letitia (I) war ein 1912 in Dienst gestelltes Passagierschiff der britischen Reederei Donaldson Line, das im Passagier- und Postverkehr zwischen Großbritannien und Kanada eingesetzt wurde. Während des Ersten Weltkriegs diente sie als Hospitalschiff, bis sie am 1. August 1917 bei Halifax auf Grund lief und sank.

## Das Schiff
Das 8.991 BRT große Dampfschiff Letitia wurde auf der Werft Scotts Shipbuilding and Engineering Company im schottischen Greenock gebaut. Der aus Stahl gebaute kombinierte Passagier- und Frachtdampfer war 143,3 Meter lang und 17,3 Meter breit. Die Letitia hatte einen Schornstein, zwei Masten und zwei Propeller und wurde von zwei Dreifachexpansions-Dampfmaschinen angetrieben, die zusammen 962 nominale PS leisteten und eine Geschwindigkeit von 14 Knoten ermöglichten. Das Schiff wurde für die Beförderung von 300 Reisenden in der Zweiten Klasse und 950 in der Dritten Klasse gebaut.
Die Letitia war das etwas größere Schwesterschiff der bereits 1910 in Dienst gestellten Saturnia (8.611 BRT), die bis 1925 im Dienst war und 1928 verschrottet wurde. Die Saturnia wiederum war eine Weiterentwicklung der 1906 gebauten Cassandra (7.396 BRT), dem ersten für den Passagierdienst konzipierten Schiff der Donaldson Line.
Die Letitia lief am 21. Februar 1912 vom Stapel und lief am 4. Mai 1912 in Glasgow zu ihrer Jungfernfahrt nach Quebec und Montreal aus. Die Dienstzeit als Passagierschiff war aber nur kurz. Nach dem Ausbruch des Ersten Weltkriegs wurde die Letitia von der britischen Admiralität zum Dienst als Hospitalschiff eingezogen und entsprechend umgerüstet. Sie diente im Mittelmeer und geriet einmal unter Beschuss, als sie bei den Dardanellen verwundete Truppen evakuierte.
Am 27. November 1916 rettete die Letitia die Überlebenden des Passagierschiffs City of Birmingham der britischen Ellerman Lines sowie der Karnak der französischen Messageries Maritimes, die beide südlich von Malta von dem deutschen U-Boot U 32 ohne Vorwarnung versenkt worden waren. Im selben Jahr ging die Letitia zusammen mit den anderen Schiffen der Donaldson Line in den Besitz der neu formierten Kapitalgesellschaft Anchor-Donaldson Line über.

## Untergang

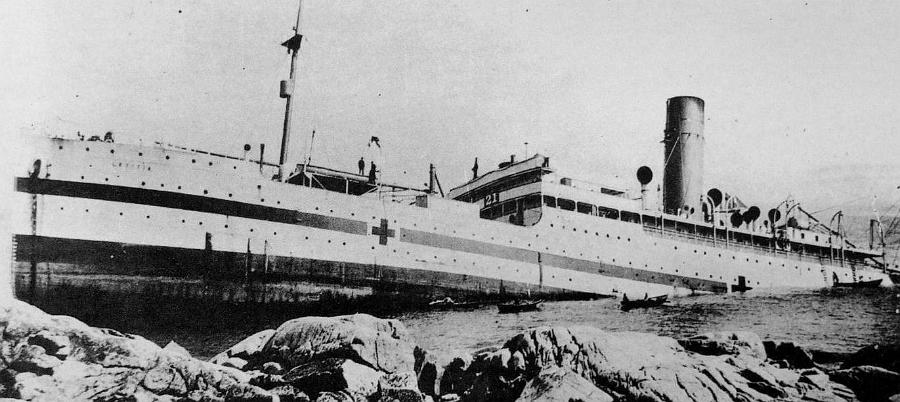
Die Letitia auf den Felsen, 1. August 1917

Am 1. August 1917 näherte sich die Letitia mit 137 Besatzungsmitgliedern, 546 verwundeten kanadischen Soldaten und einem 84-köpfigen medizinischen Stab an Bord dem Hafen von Halifax. Am Hafeneingang kam ein Lotse an Bord, der die Position des Schiffs aufgrund des dichten Nebels aber falsch berechnete. Innerhalb von zehn Minuten lief der Dampfer 600 Meter südlich von Portuguese Cove auf Grund. Durch die Nähe zum Hafen waren schnell andere Schiffe vor Ort, um zu helfen. Alle Soldaten konnten gerettet werden, aber einer der Kohlentrimmer wurde versehentlich zurückgelassen und ertrank bei dem Versuch, an Land zu schwimmen.
In den Monaten nach dem Unfall begann das Wrack in zwei Teile zu brechen und in tieferes Gewässer zu sinken. Es ist heute ein beliebtes Tauchziel.